# 鏡山猛
鏡山 猛（かがみやま たけし、1908年10月20日 - 1984年10月24日）は、日本の考古学者。

## 略歴
福岡県浮羽郡田主丸町（現・久留米市）生まれ。1932年九州帝国大学法文学部史学科卒。1934年九州帝大法文学部助手、1936年講師。その後兵役につき、1946年公職追放、1951年解除。1952年九州大学文学部助教授を経て、1958年九州大学考古学講座初代教授。1972年に定年退官、名誉教授、太宰府に新設の九州歴史資料館の館長に就任、約10年間務めた。1965年レジオン・ドヌール勲章、1972年西日本文化賞受賞、1980年勲三等瑞宝章受勲。

## 著書
- 『北九州の古代遺跡 墳墓・集落・都城』 (日本歴史新書)至文堂 1956
- 『大宰府都城の研究』風間書房 1968
- 『筑紫 歴史と風土 (教養デラックス) 社会思想社 1969
- 『九州考古学論攷』吉川弘文館 1972

### 共編
- 『古代の日本 第3 九州』田村円澄共編 角川書店 1970

### 記念論文集
- 『古文化論攷 鏡山猛先生古稀記念』鏡山猛先生古稀記念論文集刊行会 1980